# Домінік П'єр Де ля Фліз

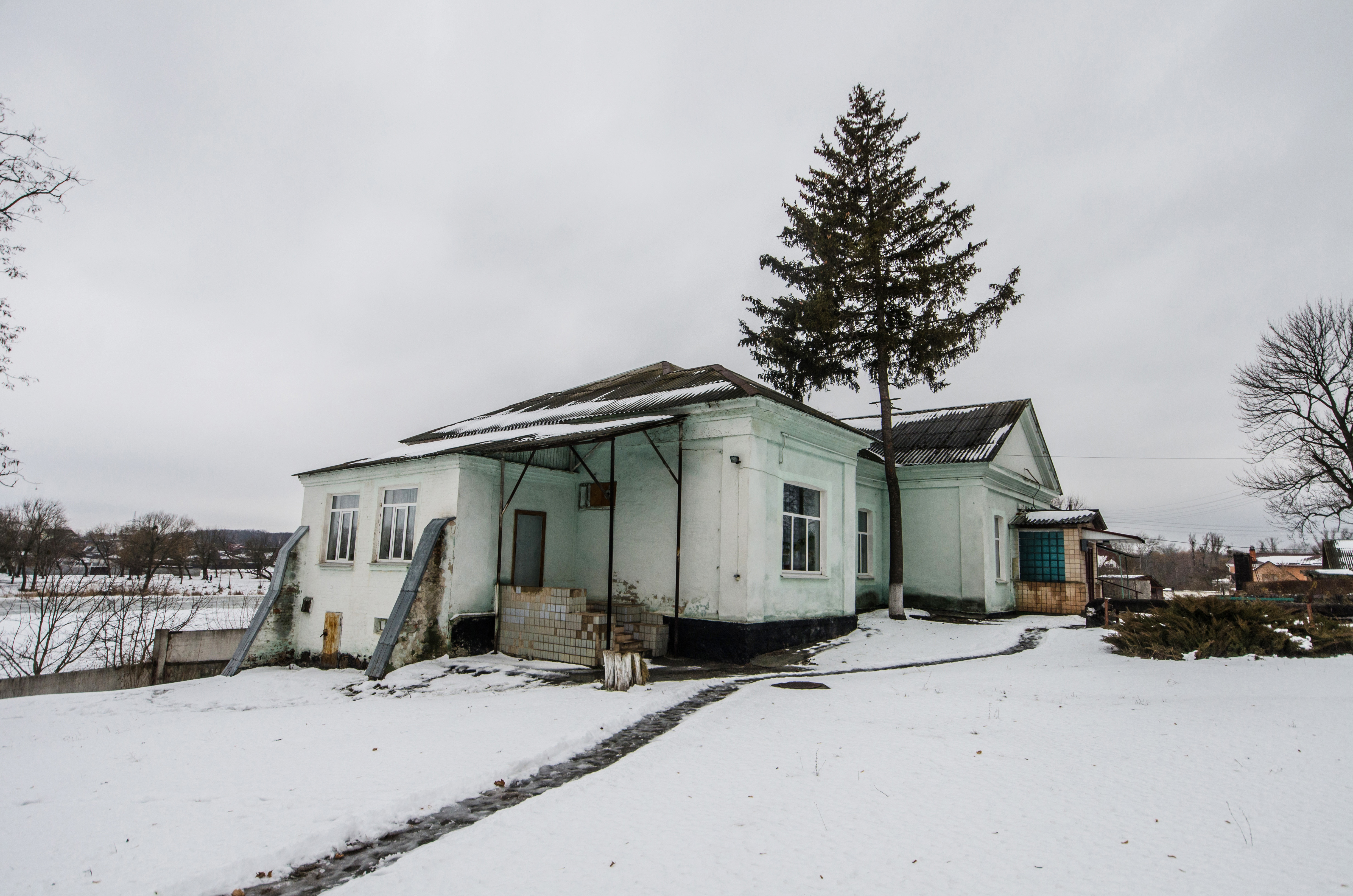
Будівля колишньої Економічної лікарні графині О. В. Браницької в Білій Церкві

Домінік П'єр Де ля Фліз (фр. Dominique Pierre de la Flise 18 грудня 1787—1861) — український етнограф французького походження, медико-хірург Імператорської Московської медико-хірургічної академії, член Імператорського академічного медичного Віленського та Київського товариств, старший лікар Київських державних маєтностей, надвірний радник.

## Життєпис
Народився в місті Нансі (Франція) в родині лікаря. Освіту здобув у Франції в королівському медичному коледжі. Знався на тодішній фармакології. Відомі сім його автографів з прізвищем «де Ла Флізе» (російською мовою).

### У наполеонівській армії
Став до лав наполеонівської армії, де мав чин капітана Другого гренадерського полку і був помічником головного хірурга французької армії та імператорської гвардії Наполеона Домініка Ларрея. В листопаді 1812 року під містом Смоленськ зазнав поранення й потрапив у полон до російської армії.

### У Російській імперії
По одужанню забажав залишитися на новій батьківщині. Деякий час мешкав на території Росії, а згодом перебрався в Україну. Узяв шлюб із Софією Володимирівною Маркевич (тіткою Миколи Андрійовича Маркевича), що була племінницею російського генерал-лейтенанта Василя Васильовича Гудовича (1753—1819), в маєтності якого Де ля Фліз оселився після полону. Завдяки протекції родича генерала і власній освіті згодом отримав посаду лікаря Державних маєтностей Київської губернії.
З 10 березня 1831 до 10 вересня 1838 року очолював Економічну лікарню графині Олександри Браницької в Білій Церкві. До його обов'язків належало лікарське обслуговування Білоцерківського, Ксаверівського і Рокитнянського ключів. Під час епідемії холери лише в Білій Церкві з понад 300 хворих врятував життя 247 особам. Впродовж семи років зробив щеплення від віспи понад 10 тисячам селянських дітей.
7 серпня 1844 року отримав наказ Департаменту державних маєтностей про призначення на посаду лікаря при Сквирському окружному управлінні в Київській губернії. У 1845 році за програмами Російського географічного товариства та Київського навчального округу розпочав дослідження з «медичної географії» Київської губернії з метою з'ясування впливу навколишнього середовища на здоров'я людини.
Під час подорожей по селах і містечках території сучасних Київської, Житомирської та Черкаської областей зібрав і узагальнив чималий фактичний матеріал, на підставі якого склав комплексну характеристику життя українського населення та дав опис розселення українців за методом історико-етнографічного районування.
Домінік П'єр Де ля Фліз пішов у відставку 1858 року у чині надворного радника. Помер 1861 року у місті Ніжині.

## Альбоми де ля Фліза
У підготовлених ним альбомах за програмами Російського географічного товариства та Київського навчального округу (робота йшла протягом 1848—1857 рр.), ілюстрованих численними малюнками, розглянуто різні аспекти культури та побуту селян, уміщено відомості про їх житло, одяг, звичаї, пам'ятки старовини, наведено народні перекази, пісні, прислів'я.
Показано певні етнографічні відмінності на рівні повітів та навіть сільських товариств (общин).
Рукописна дослідницька спадщина Де ля Фліза нині зберігається в Києві, Чернігові та Санкт-Петербурзі.
- Перший альбом — «Медико-топографическое описание государственных имуществ Киевского округа ...». — Киев, 1854. — Зберігається у Національній бібліотеці України імені В. І. Вернадського, (Київ).
- Другий альбом — текстовий без ілюстрацій, ідентичний першому. — Київ, 1857. — Зберігається у Національній бібліотеці України імені В. І. Вернадського, (Київ).
- Третій альбом — «Этнографическое описание крестьян Киевской губернии …» — Киев, 1854. Належав Церковно-археологічному музею при Київській духовній академії, згодом архимандриту Євгенію Волховитинову, а в 1920-х рр. — Д. Ф. Красицькому. — Зараз зберігається у Національній бібліотеці України імені В. І. Вернадського, (Київ).
- Четвертий альбом — ескізів поселень (без року і назви; на думку спеціалістів, був підготовлений в 1851 р., оскільки на одному малюнку стоїть ця дата). — Зберігається у Національній бібліотеці України імені В. І. Вернадського, (Київ).
- П'ятий альбом — «Костюмы крестьян … округов Киевского, Сквирского и Черкасского, нарисованные для составления медико-топографического описания ...» — Киев, 1851. — Зберігається у Національній бібліотеці України імені В. І. Вернадського, (Київ).
- Шостий альбом — «Краткая этнография Киевской губернии …» — Сквира, 1854. — Знаходиться в архіві Російської академії наук (Санкт-Петербург).
- Сьомий альбом — «Медико-топографическое описание … Киевского округа.» — Киев, 1848. — Зберігається в Чернігівському обласному історичному музеї імені Василя Тарновського.
- Восьмий альбом — «Медико-топографическое описание … Сквирского уезда.» — Малая Чернявка, Сквирского уезда, 1849. — Зберігається в Чернігівському обласному історичному музеї імені Василя Тарновського.
- Дев'ятий альбом малюнків (археологія, портрети), без дати. — Зберігається в Чернігівському обласному історичному музеї імені Василя Тарновського.

## Галерея

Етнографічні замальовки
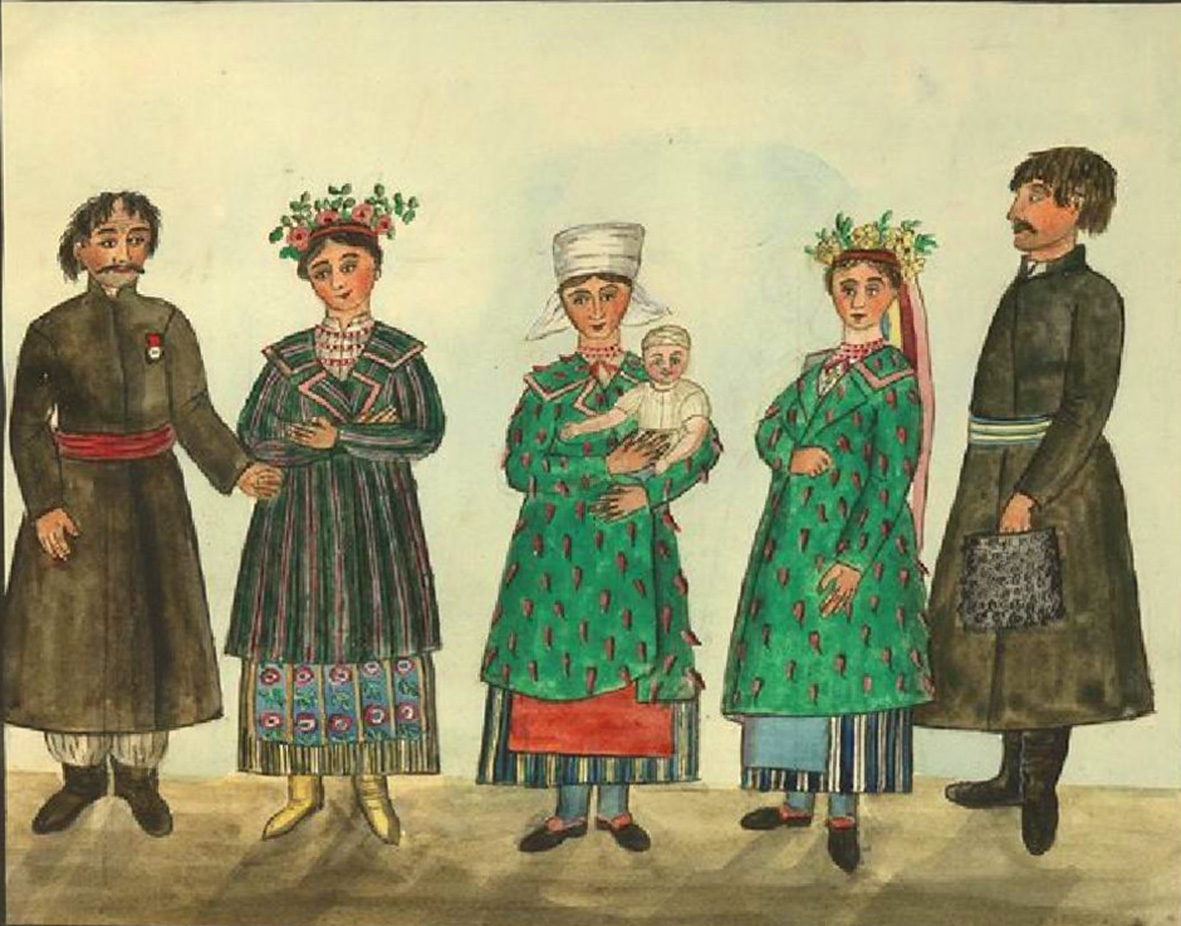
Мешканці Білогородської і Петропавлівської громади
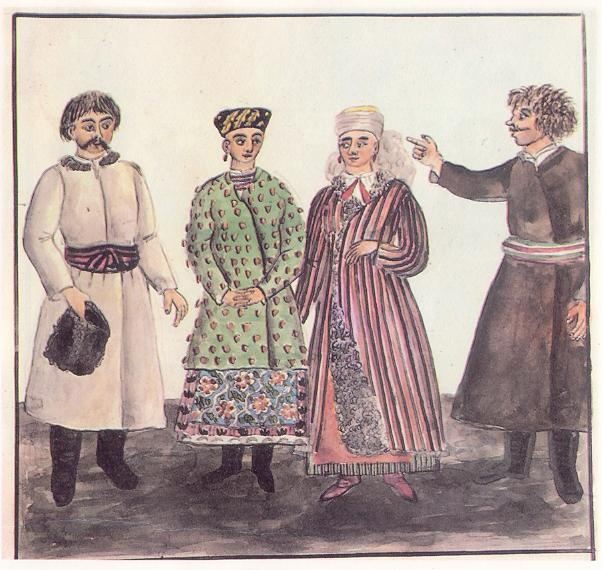
Мешканці Обухівського товариства
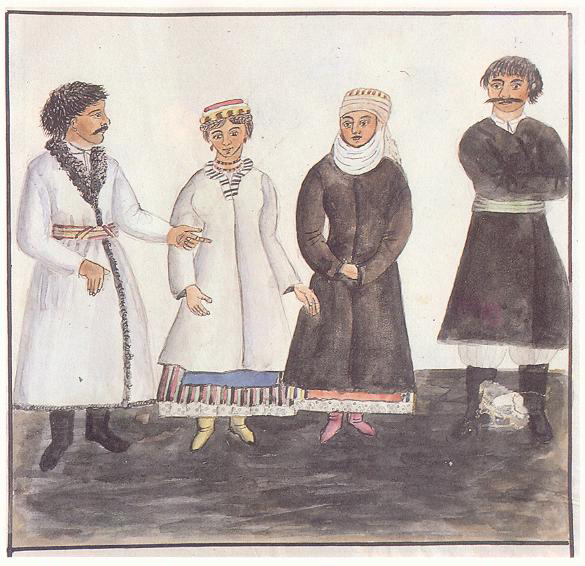
Мешканці Трипільського та Витачівського товариств
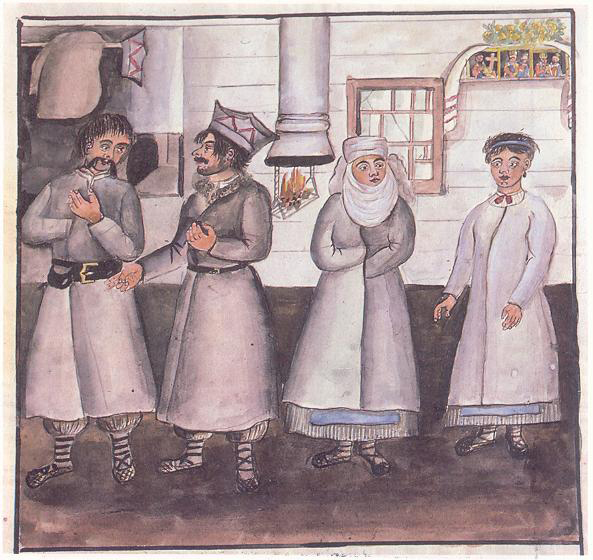
Мешканці Тепелицького товариства
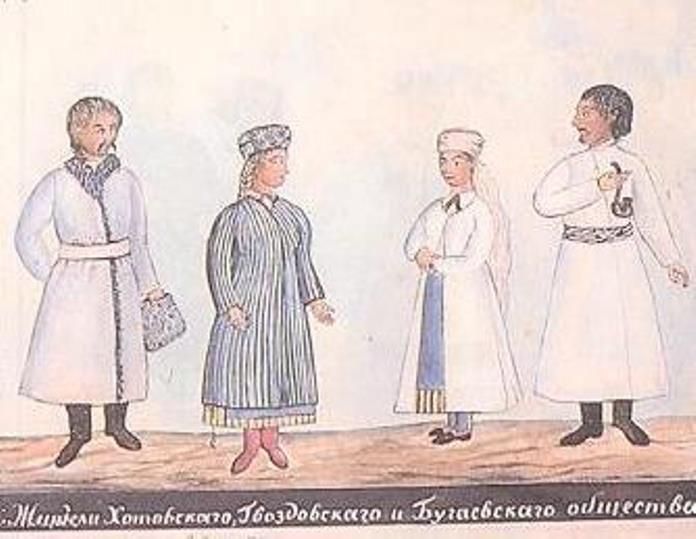
Мешканці Хотівського, Гвоздівського та Бугаївського товариств
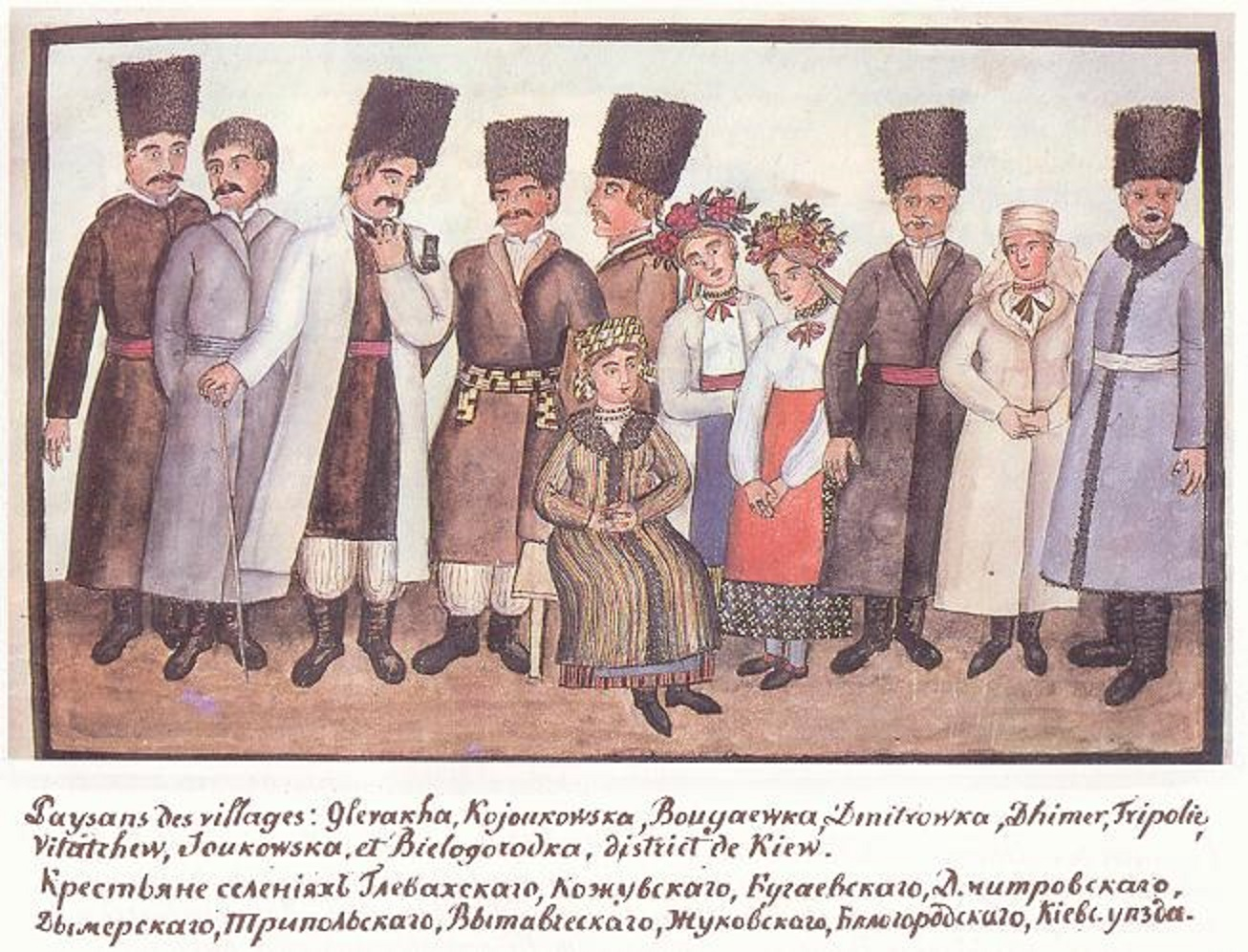
Мешканці Глевахи, Кожухівки, Великої Бугаївки, Дмитрівки (Великі Дмитровичі), Димера, Трипілля, Білогородки

Краєвиди Київської округи
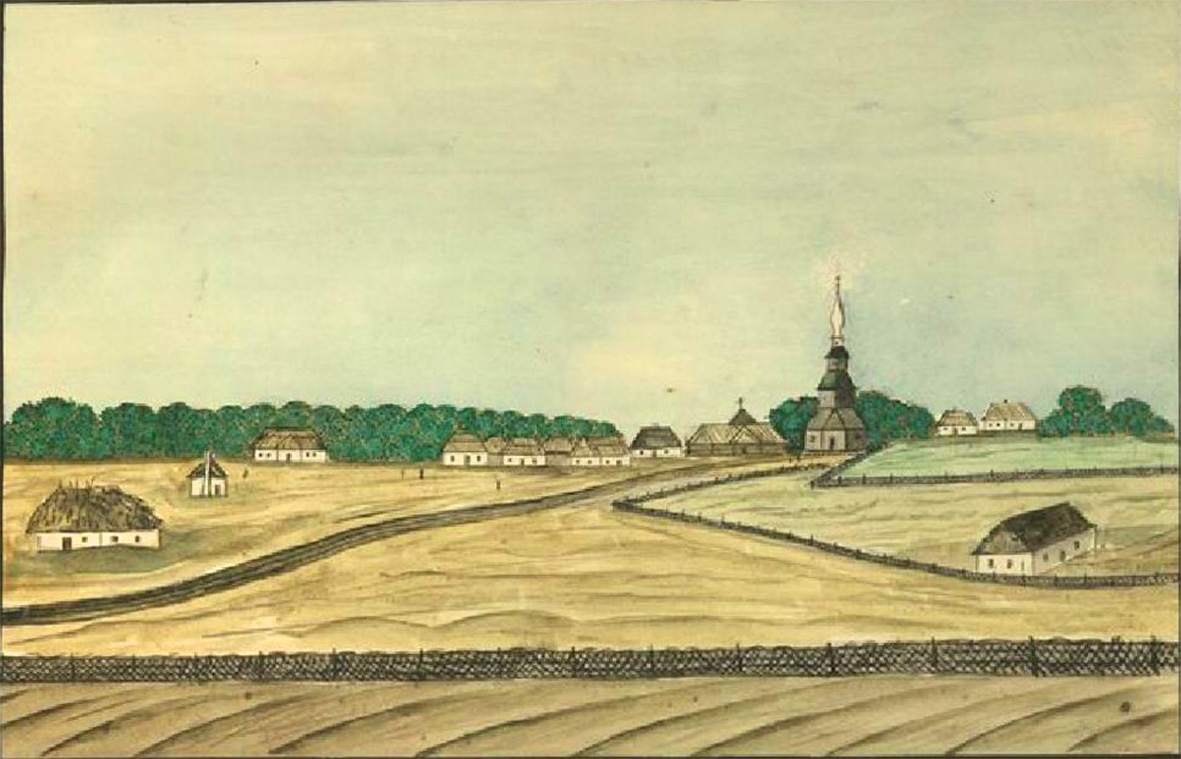
Біличі
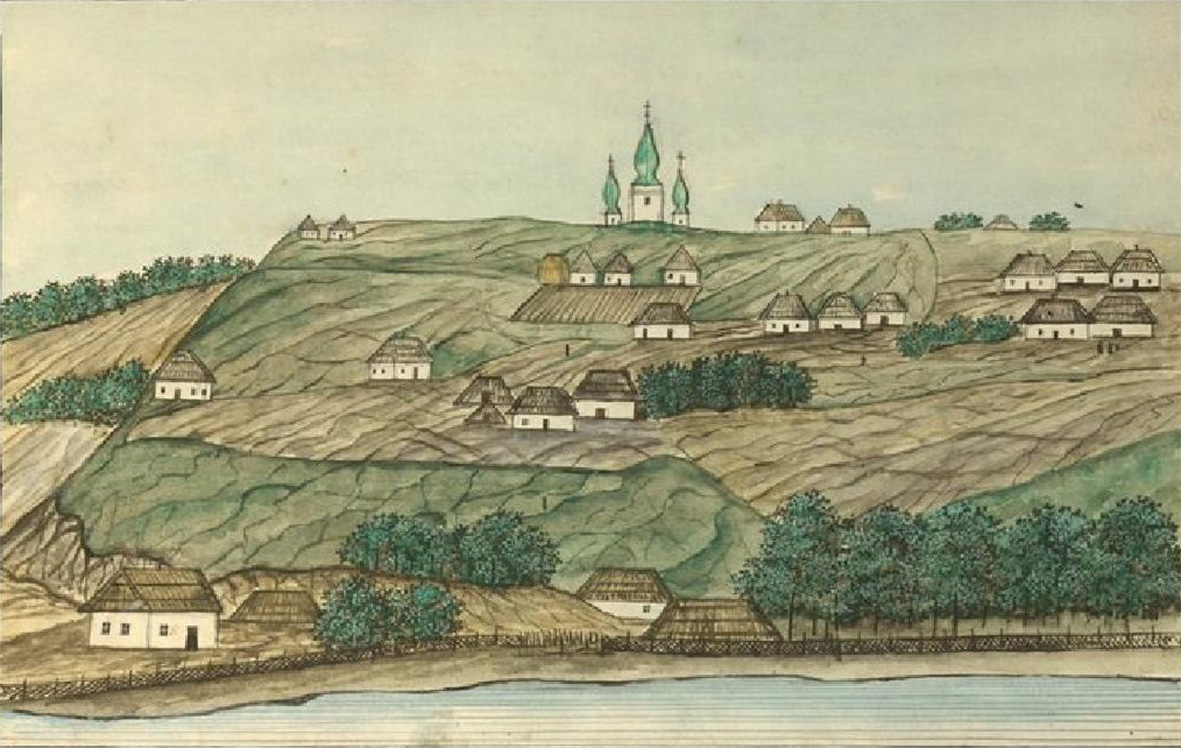
Білогородка
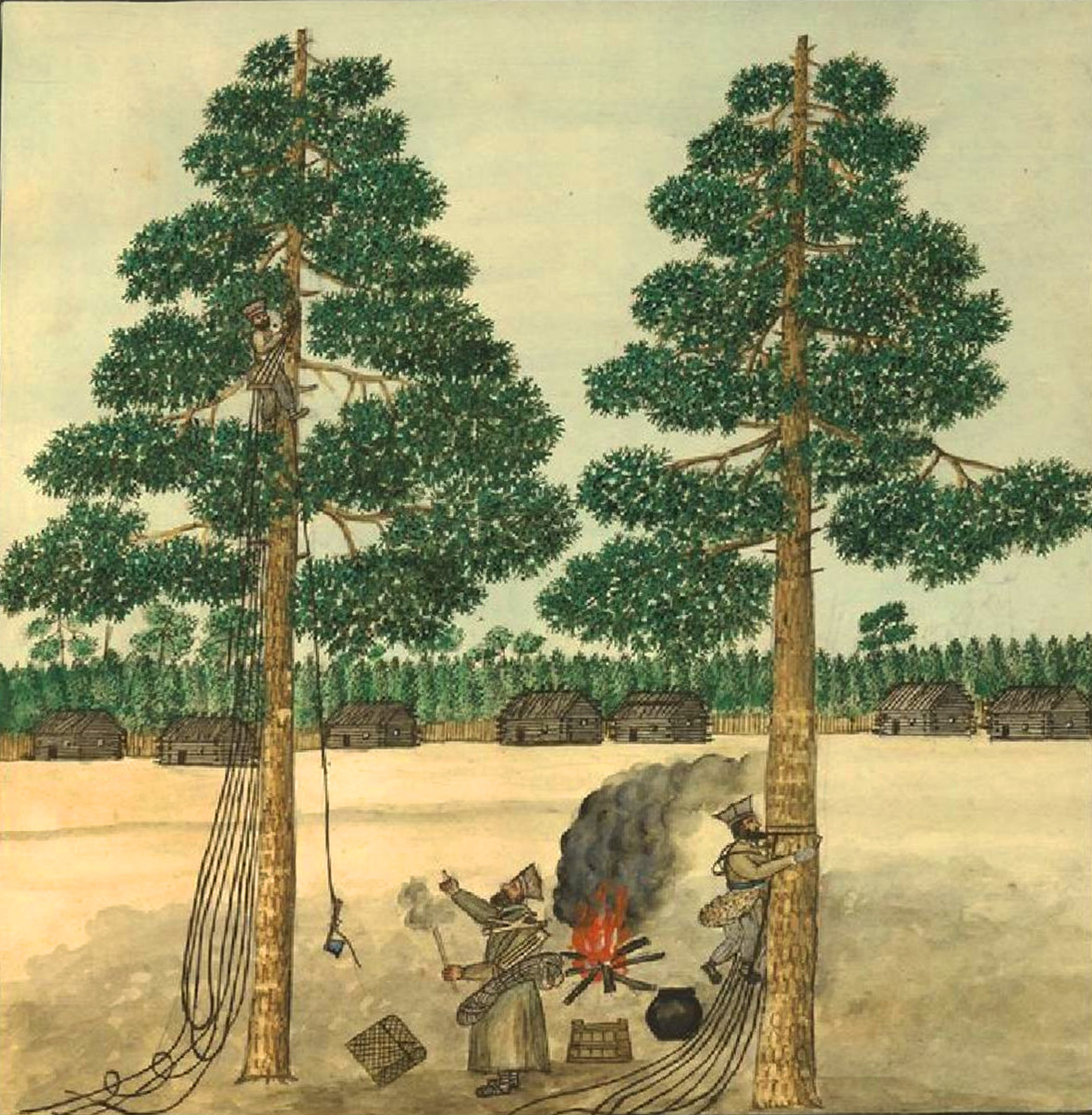
Бортники з Вільшанки
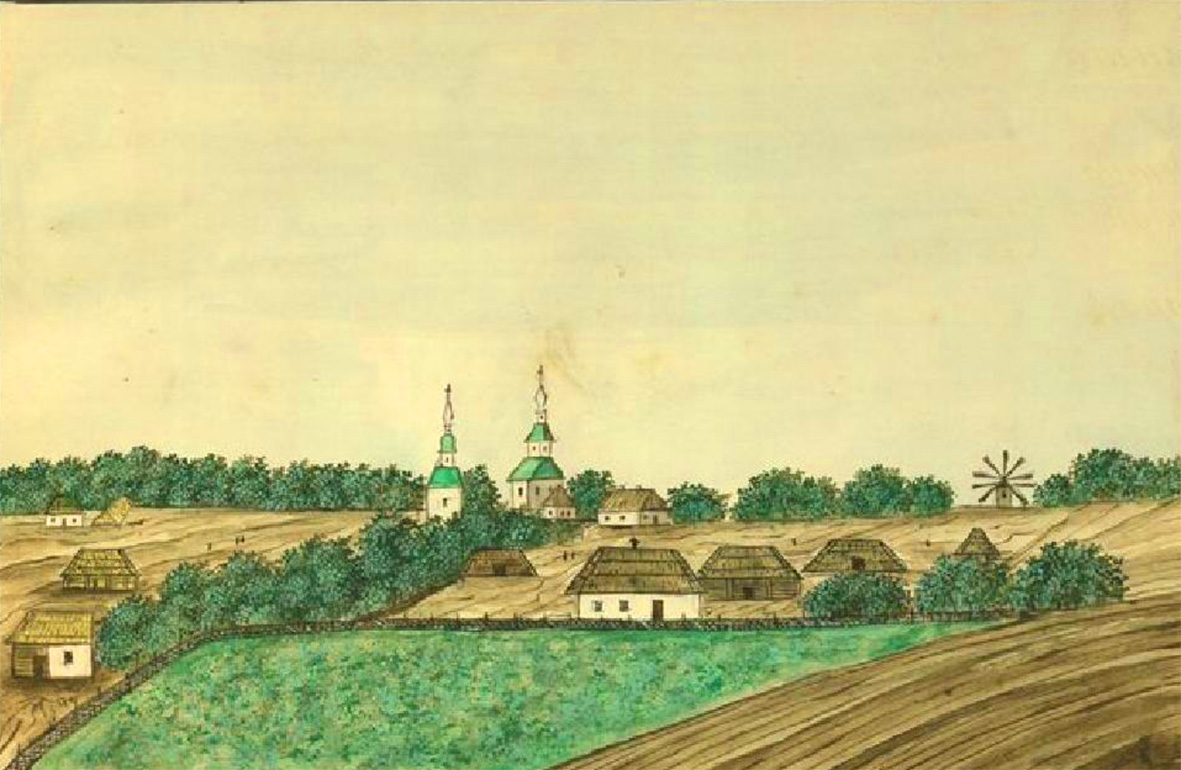
Боярка
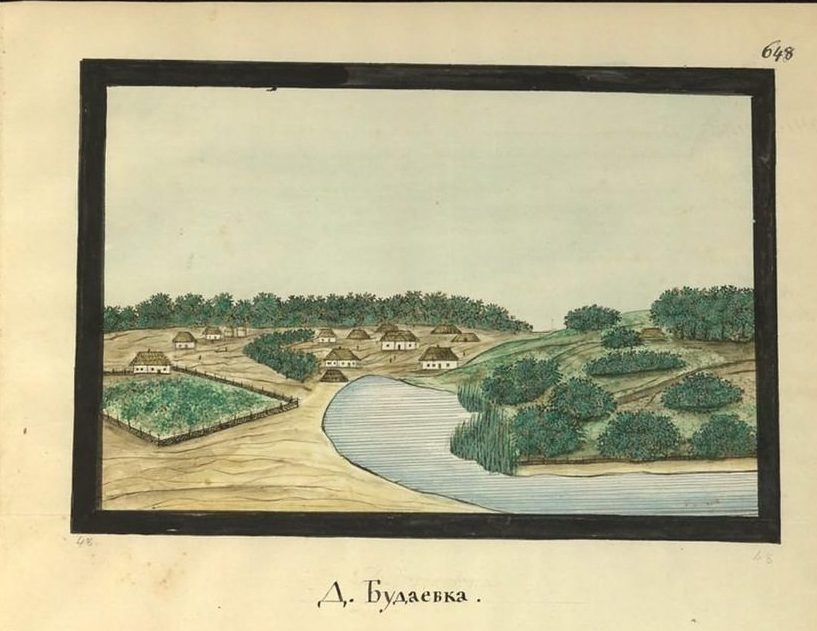
Будаївка
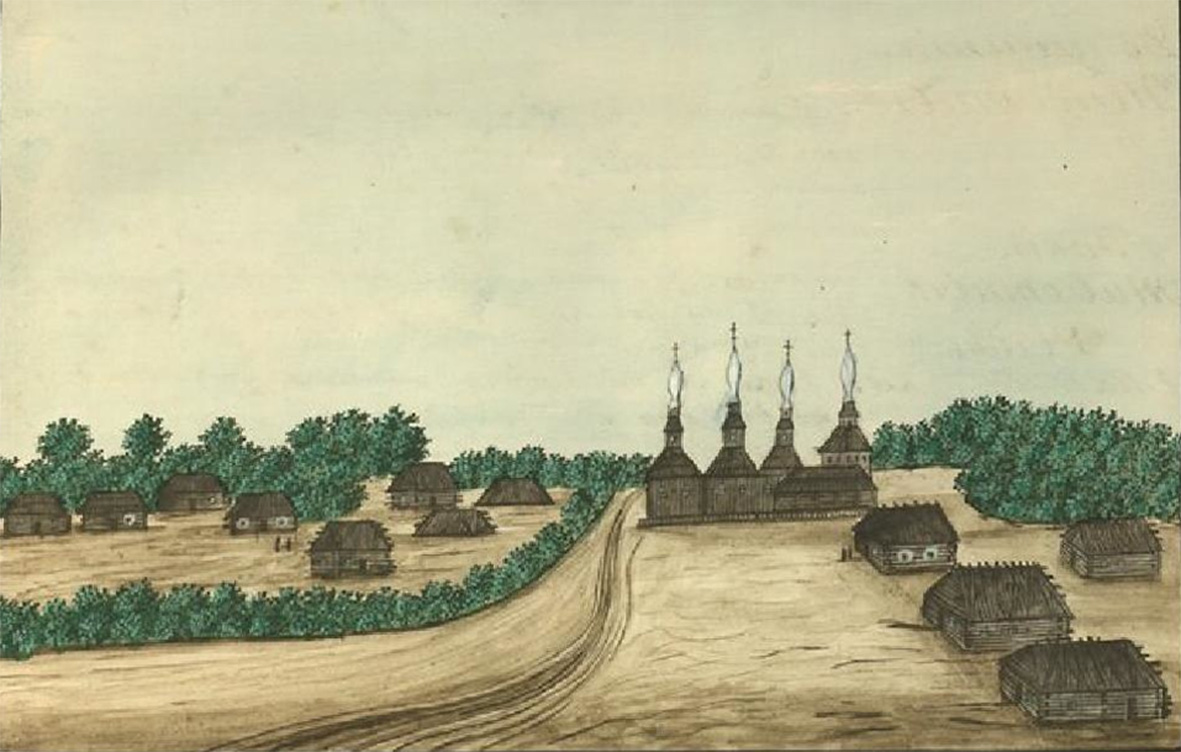
Варовичі
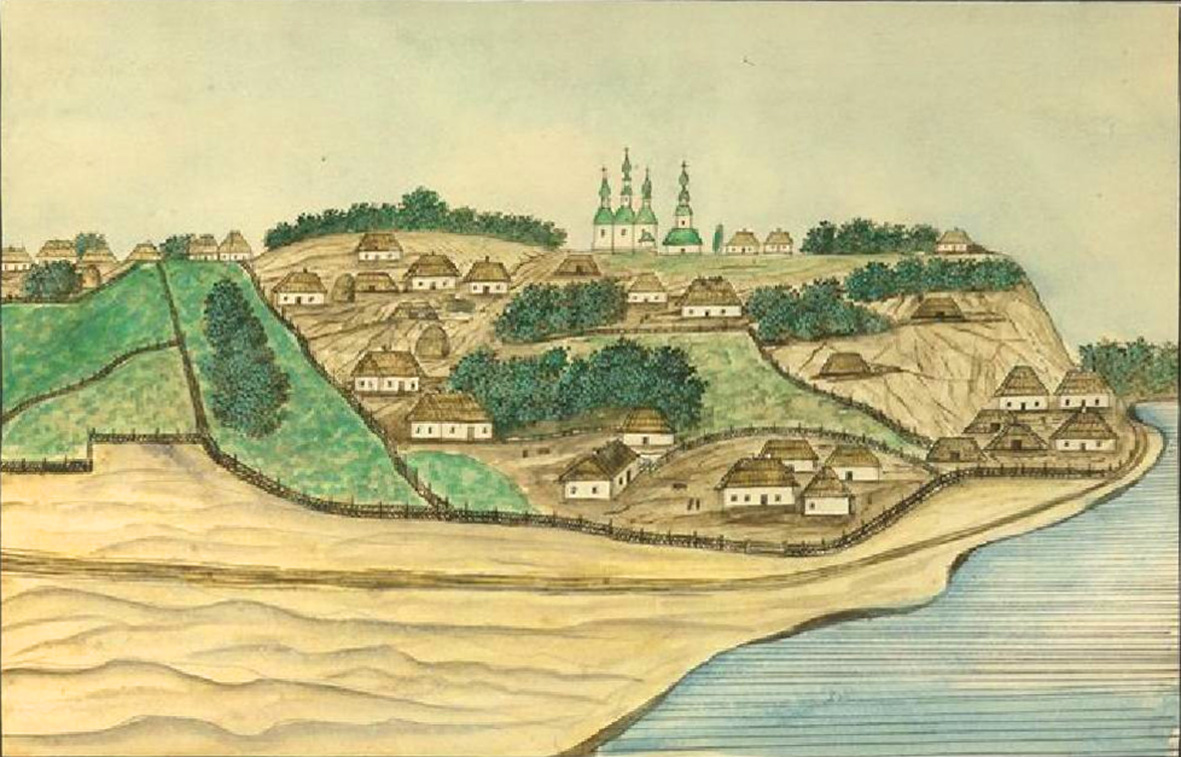
Вишгород
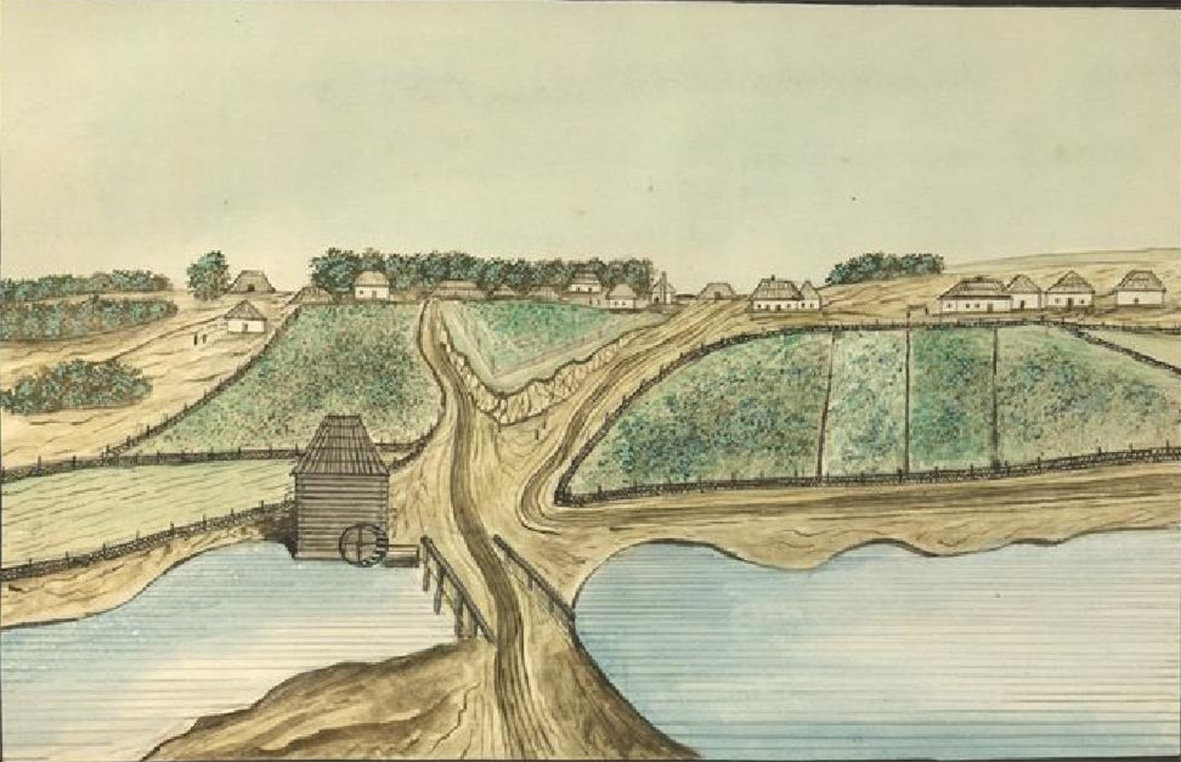
Жорнівка
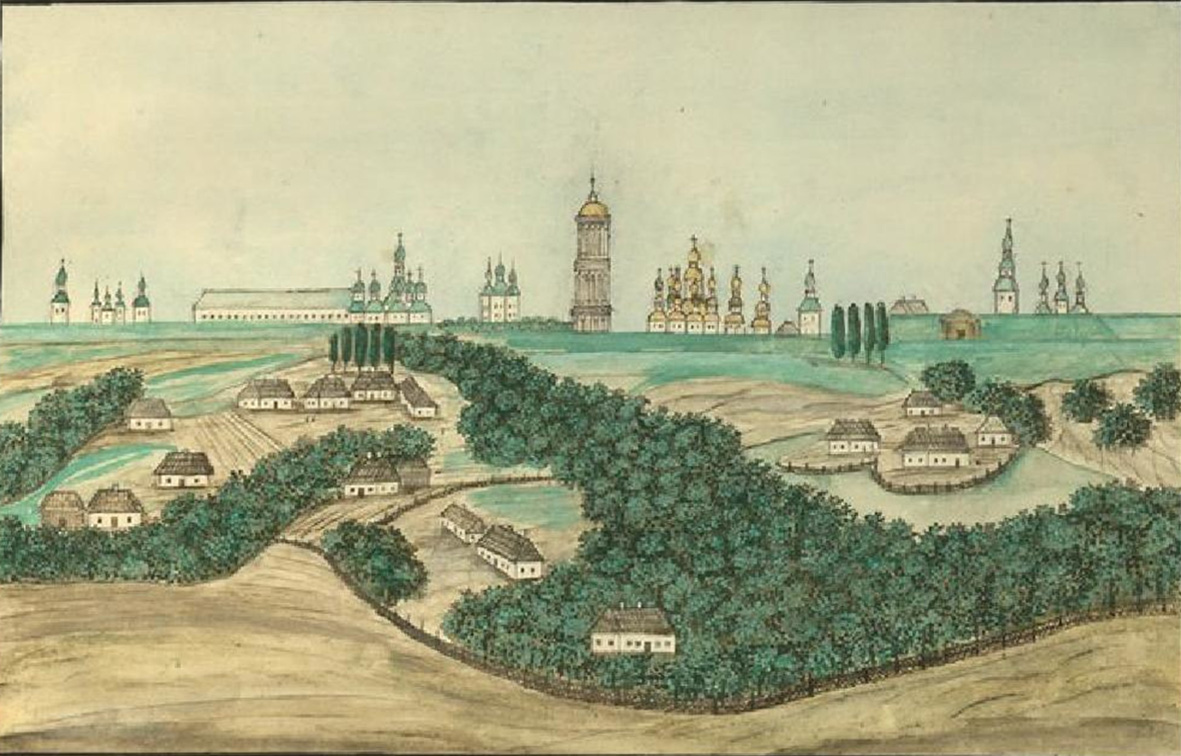
Звіринець
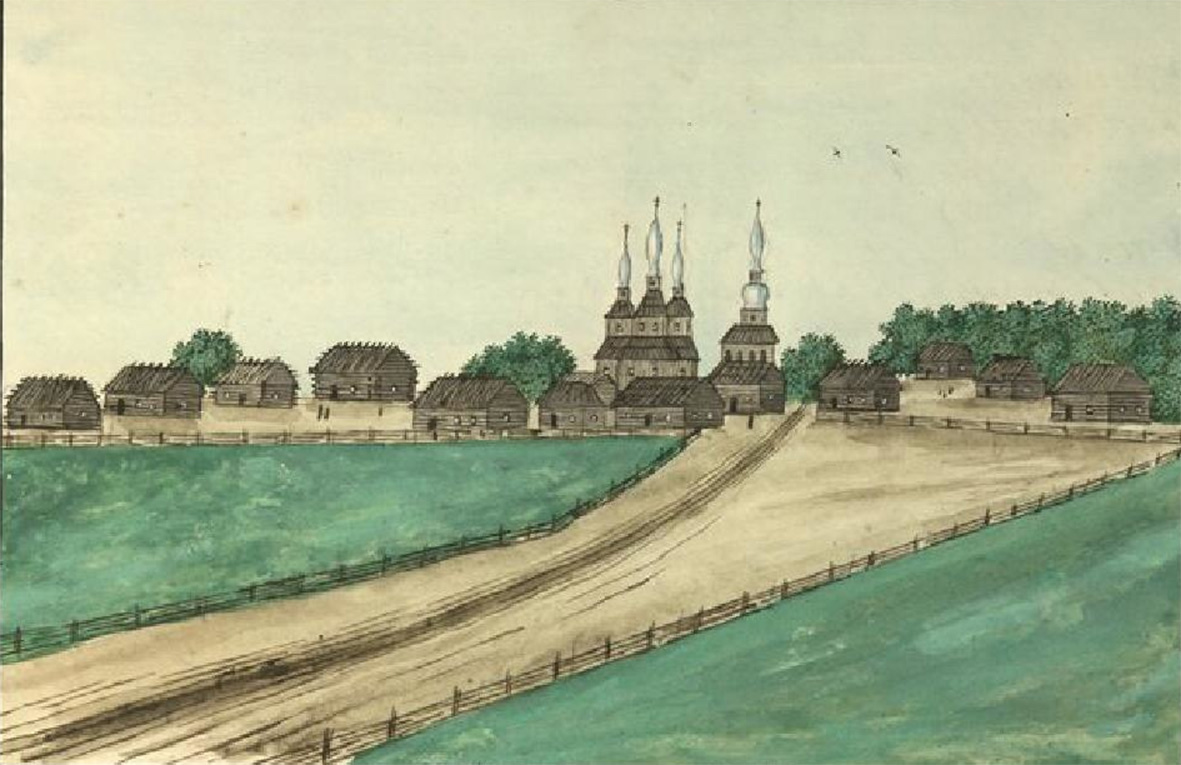
Мартиновичі
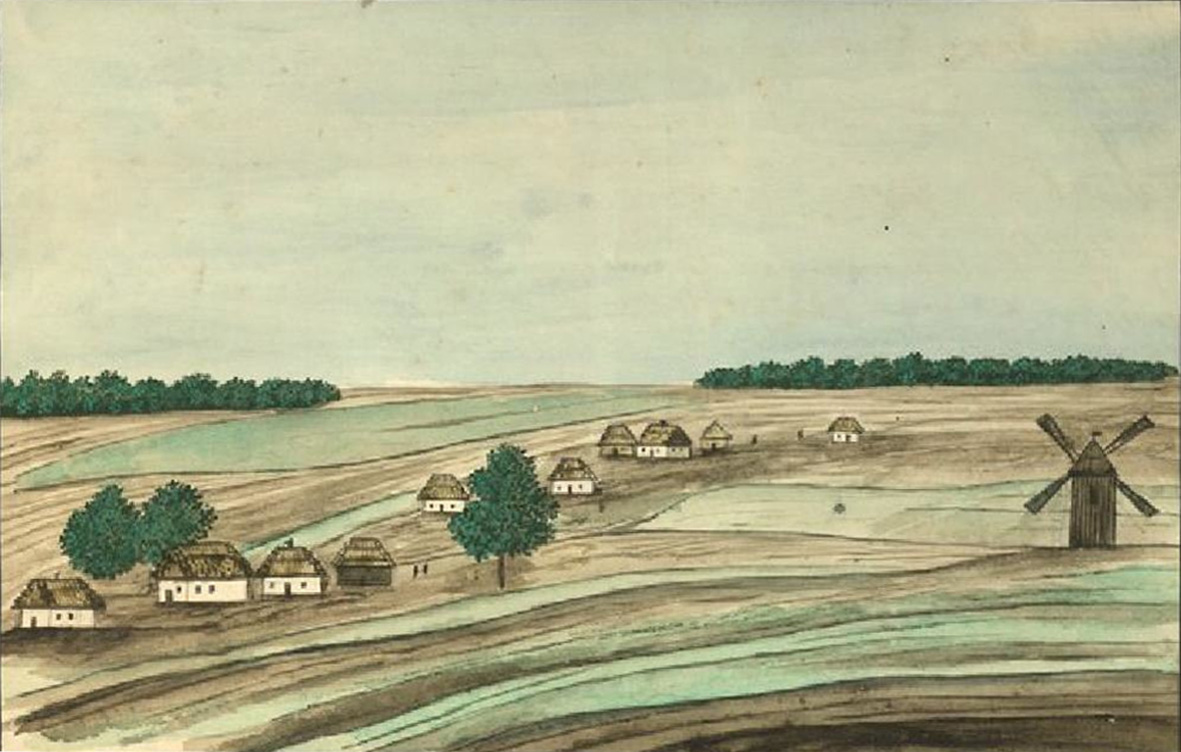
Микільська Борщагівка
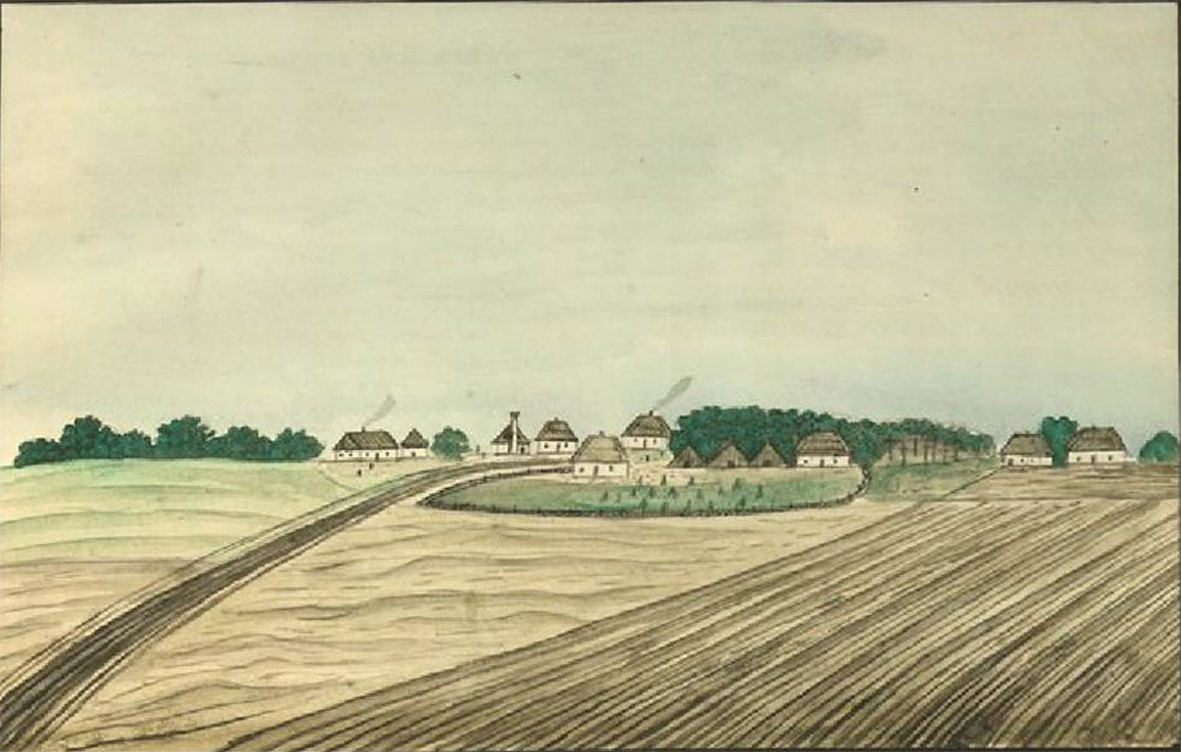
Михайлівська Борщагівка
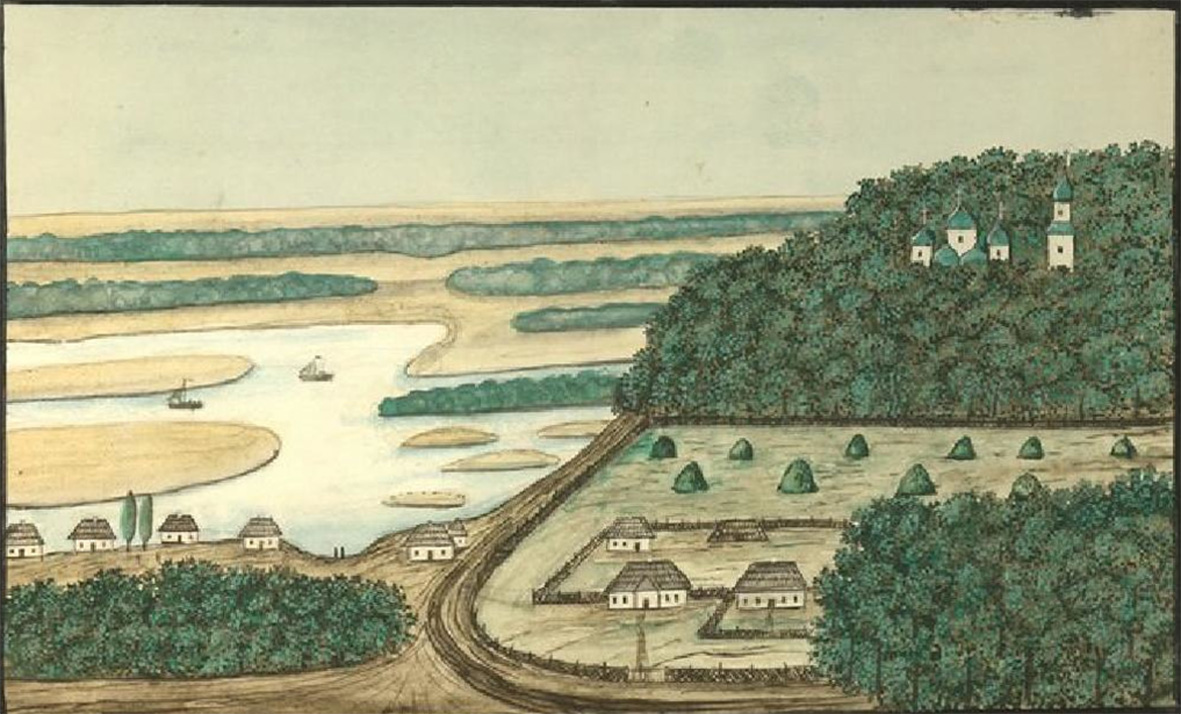
Мишоловка
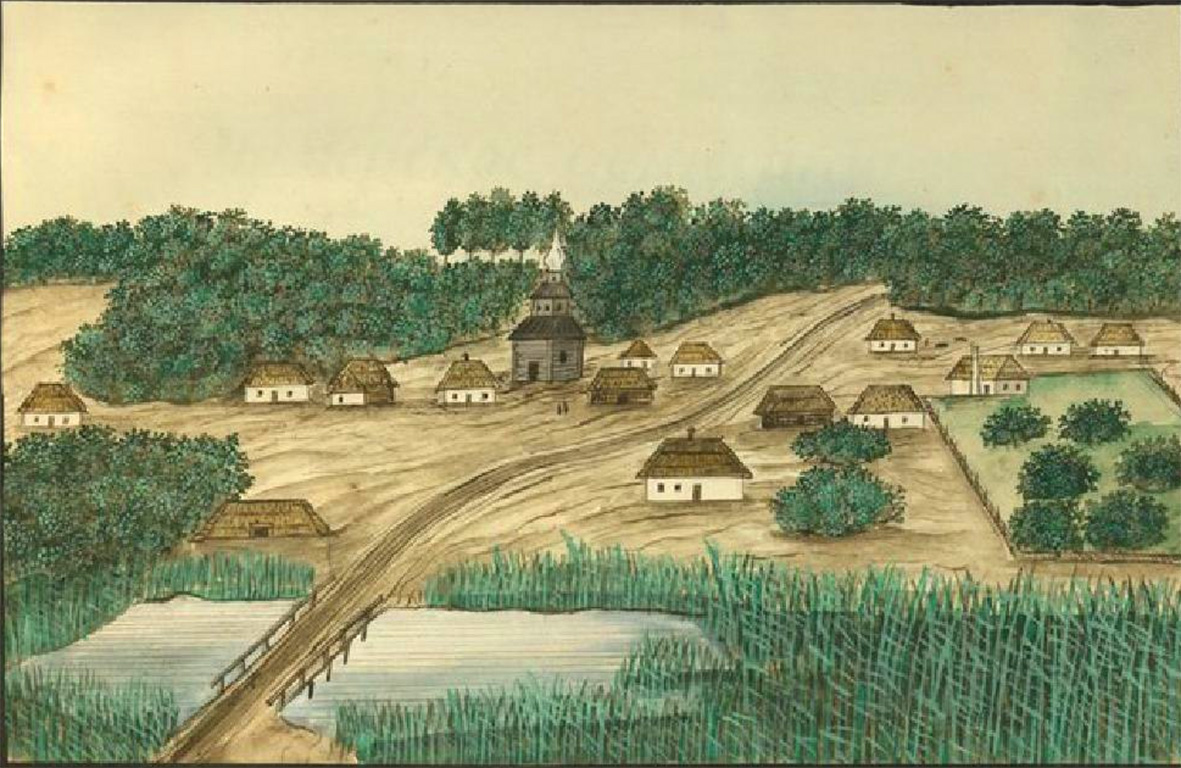
Мостище
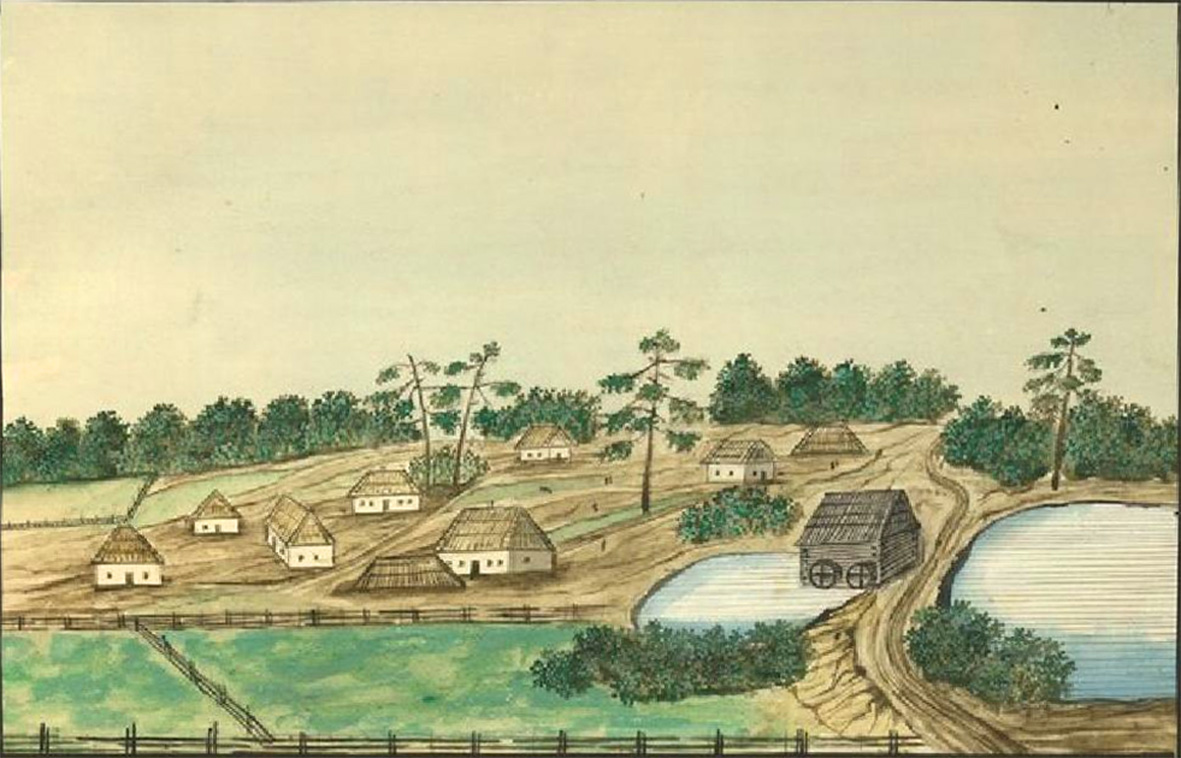
Мощун
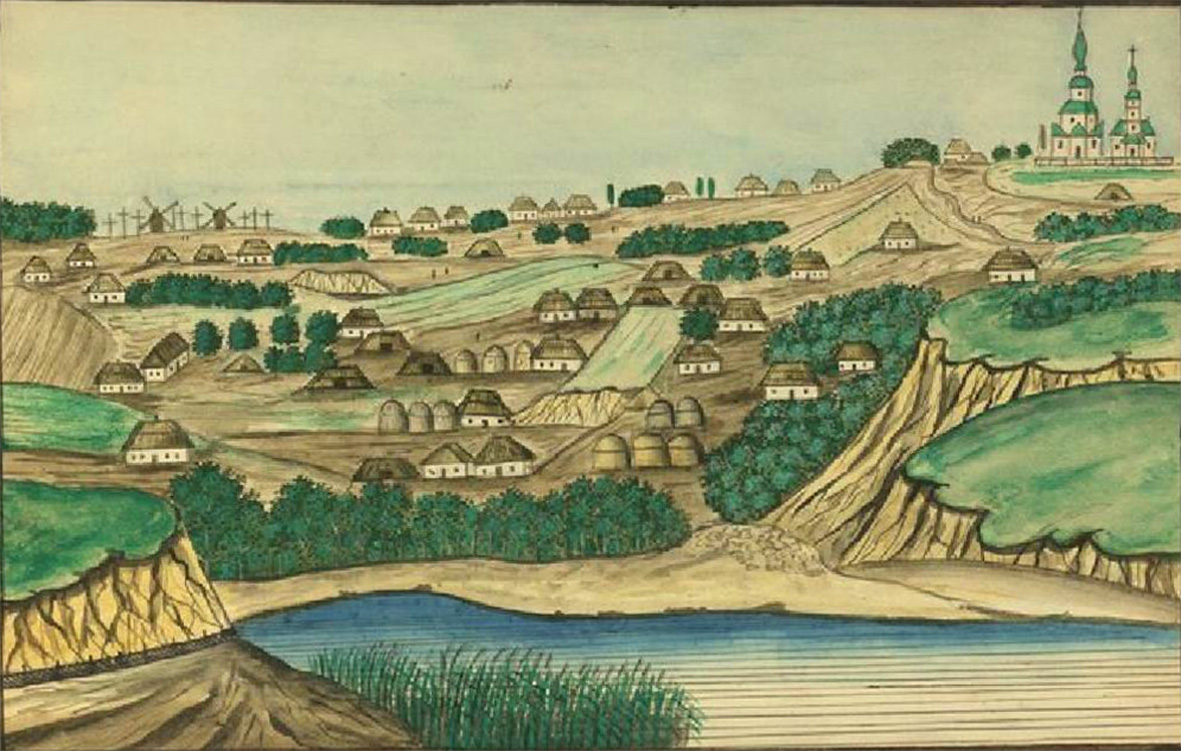
Обухів
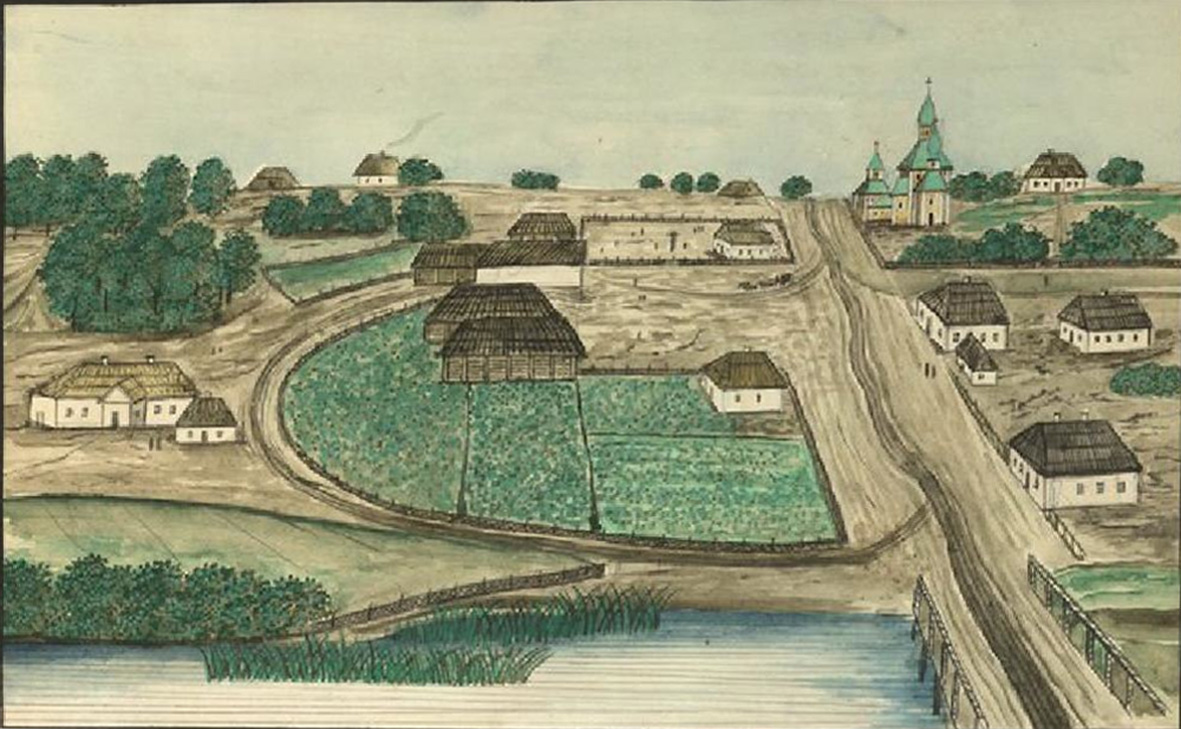
Петропавлівська Борщагівка
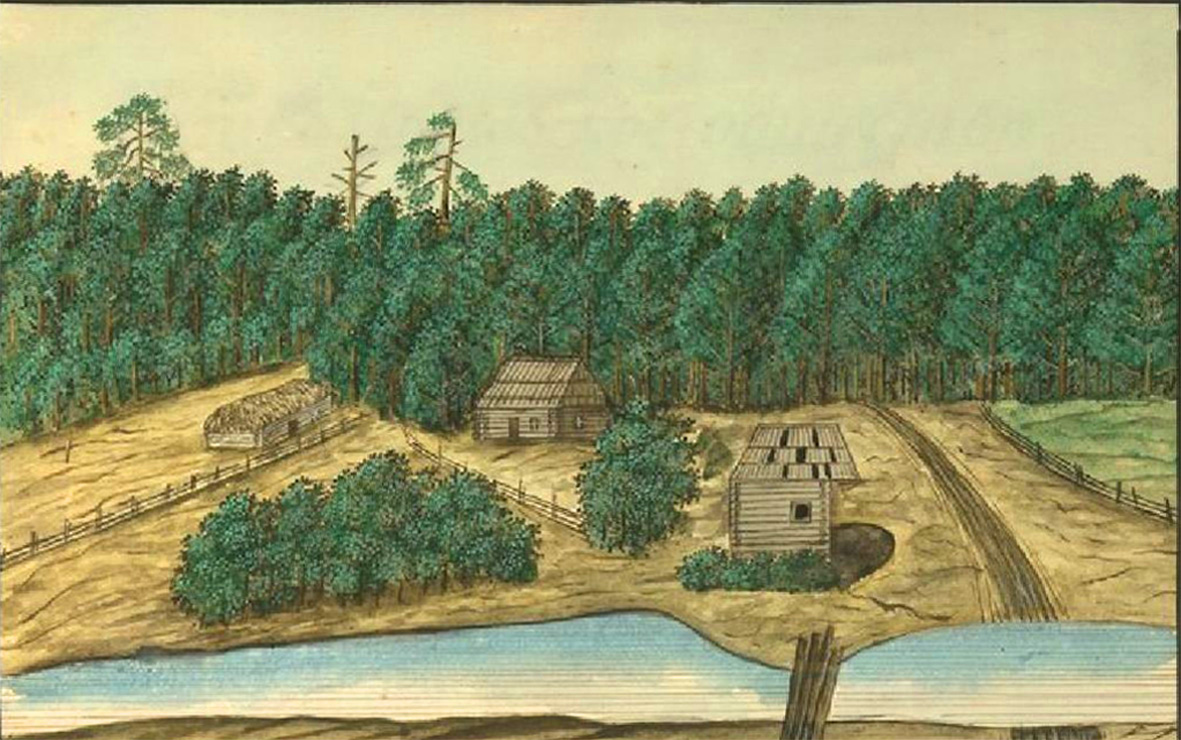
Пилипів Потік
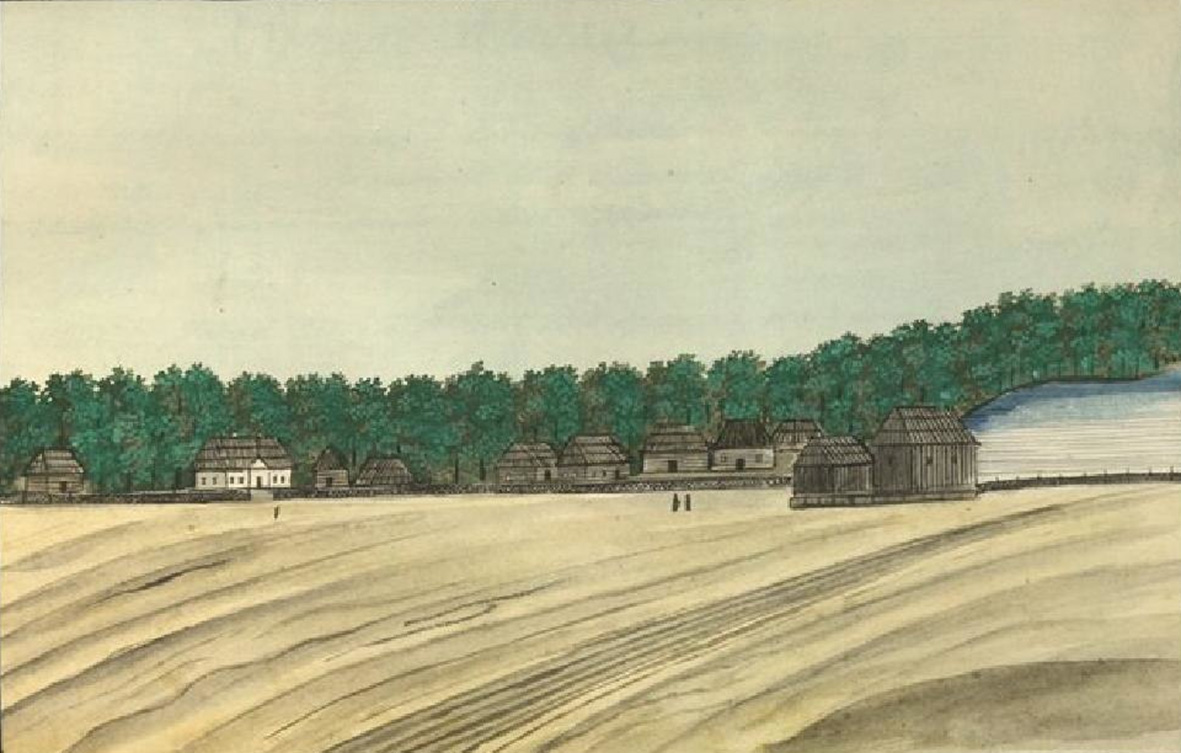
Романівка
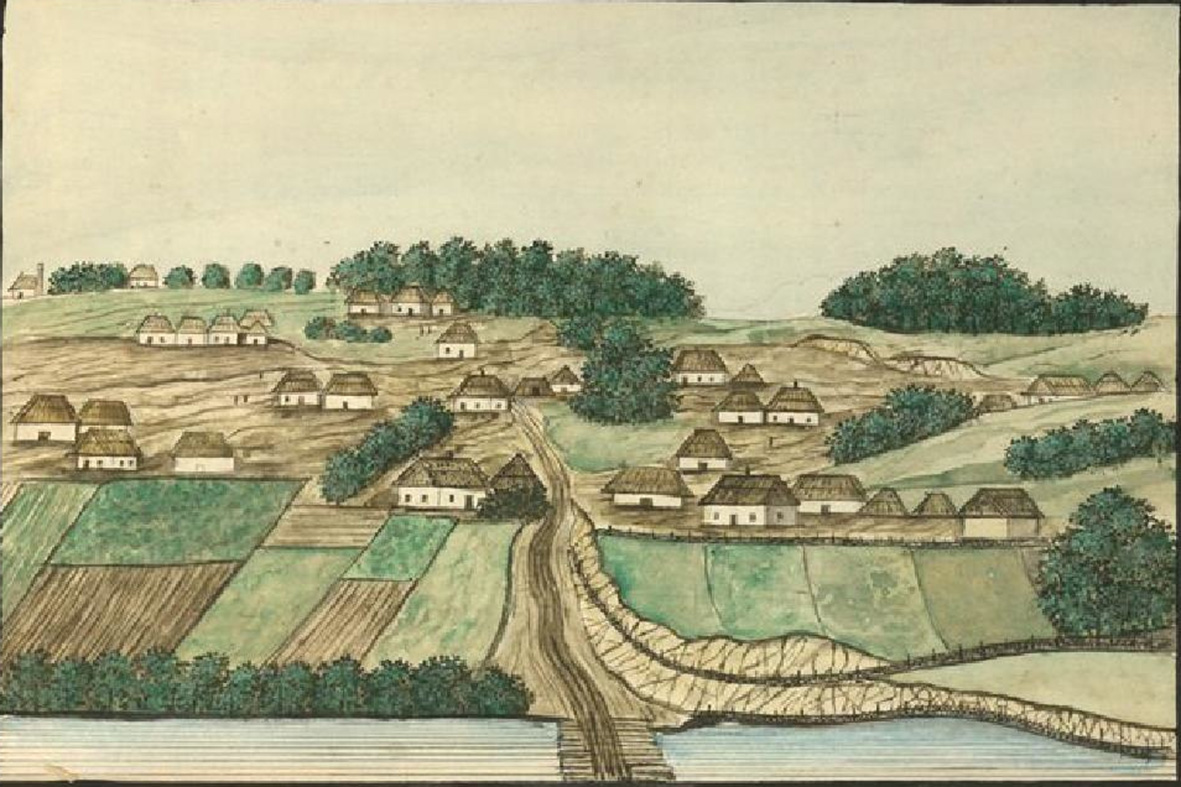
Совки
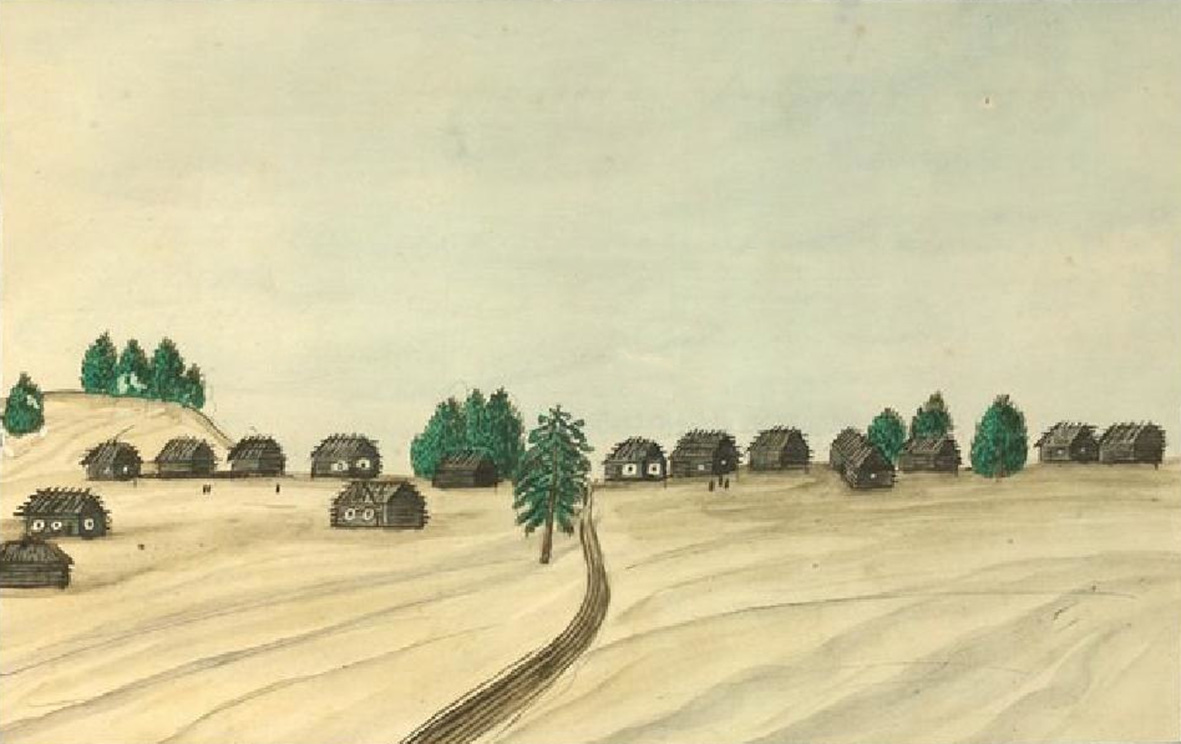
Старосілля
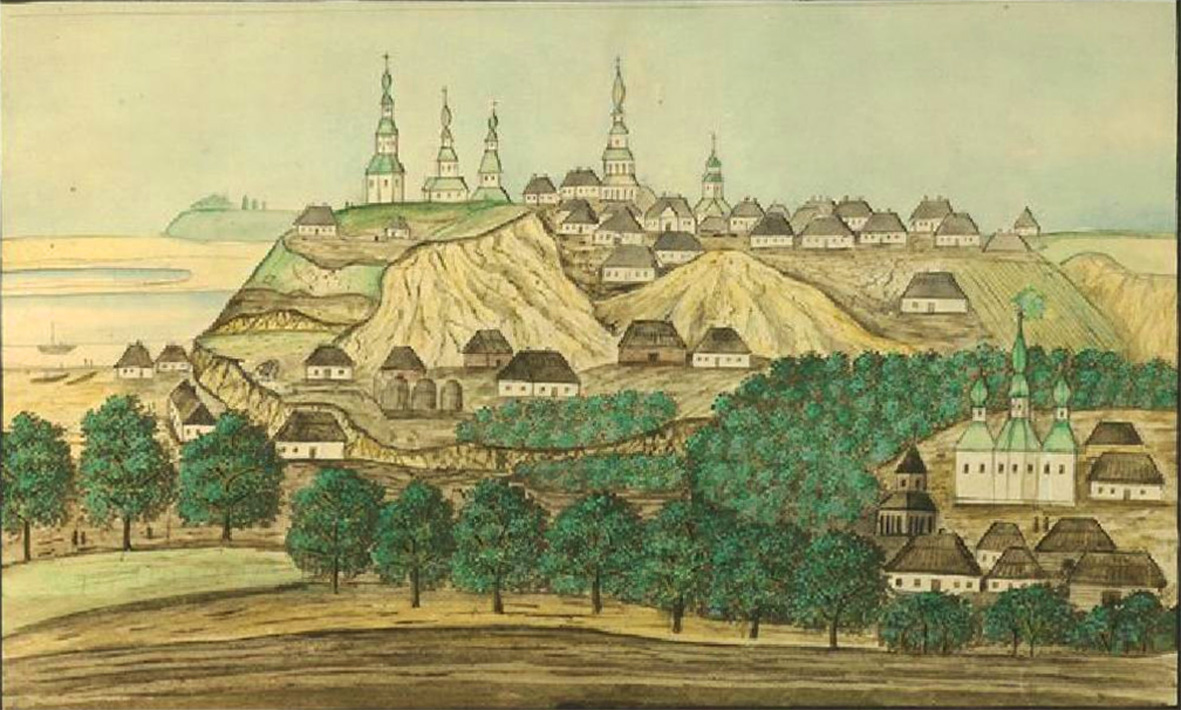
Трипілля
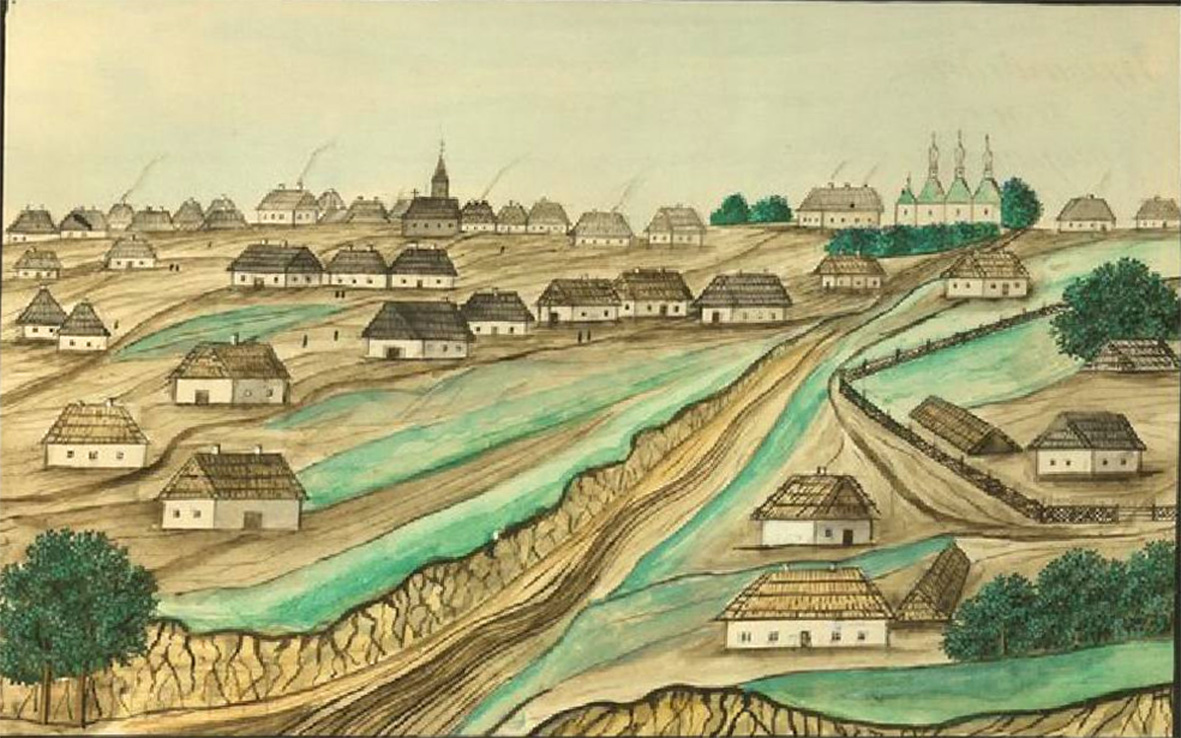
Фастів
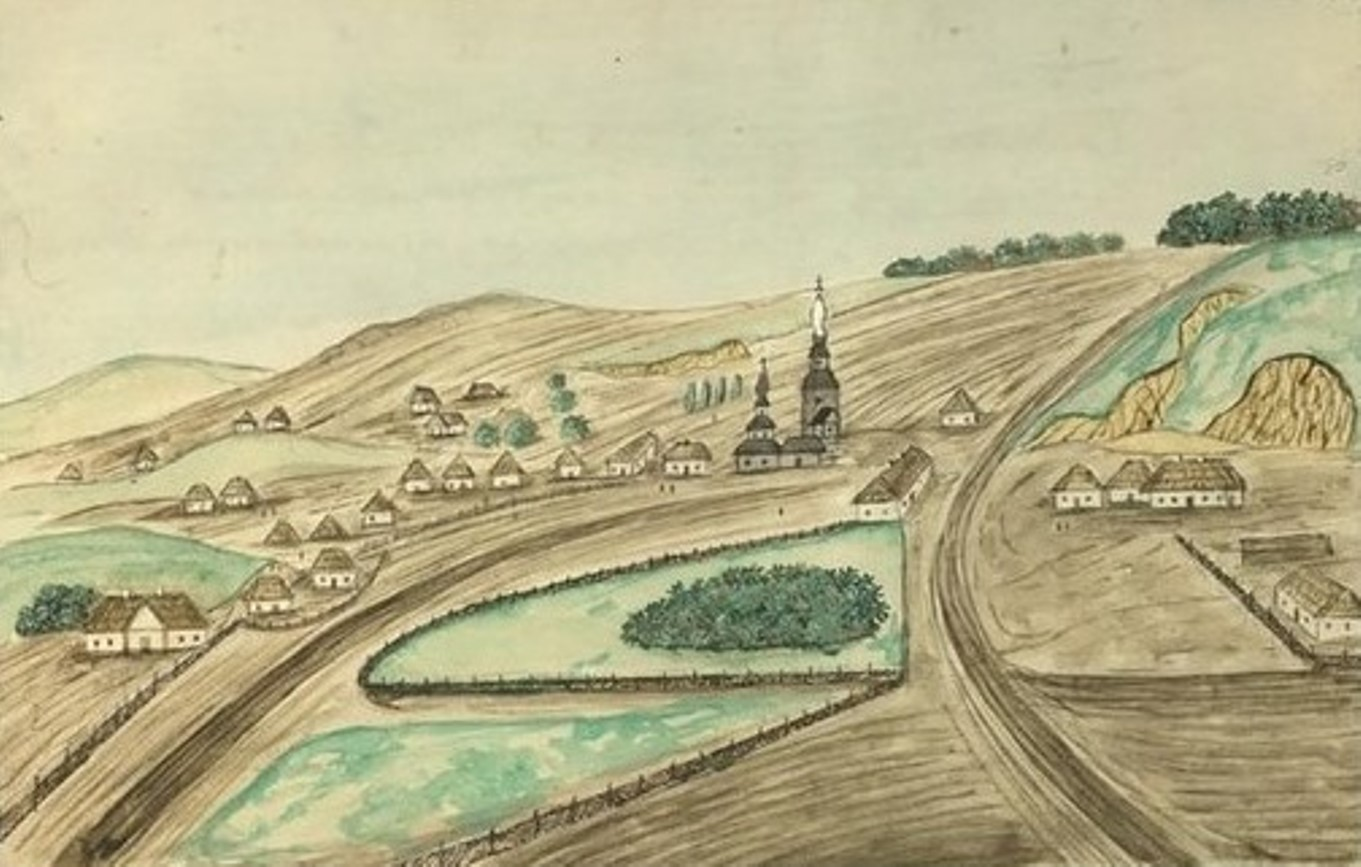
Хотів
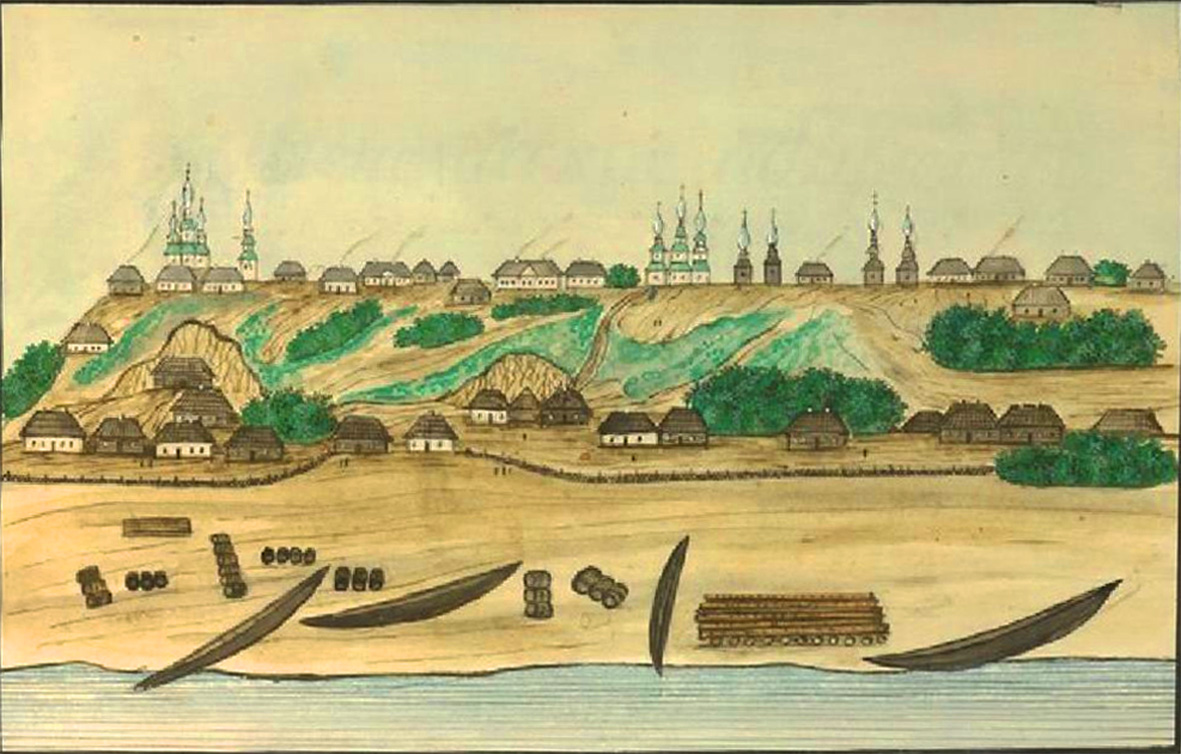
Чорнобиль
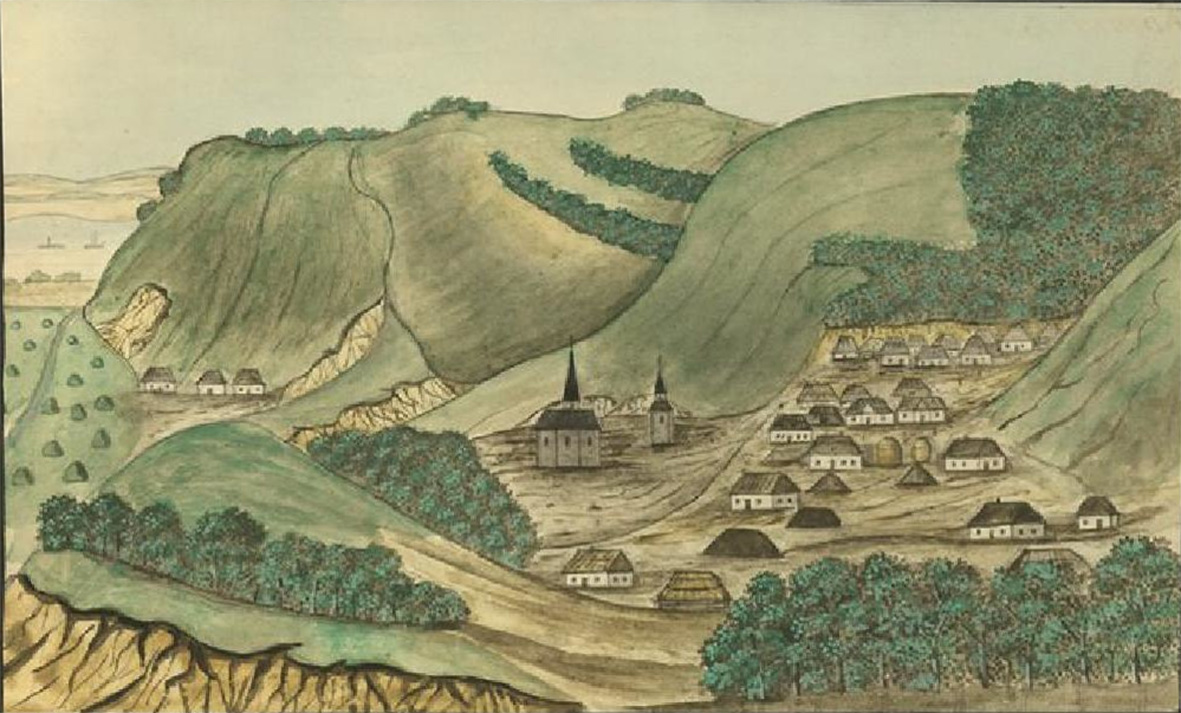
Щучинка

## Твори
- Д. П. Де ля Фліз. Альбоми. — К., 1996. — Том 1
- Д. П. Де ля Фліз. Альбоми. — К., 1999. — Том 2 [Архівовано 6 травня 2019 у Wayback Machine.]
- Д. П. Де ля Фліз. Костюми селян державних маєтностей Київської губернії. — К., 1851 [Архівовано 11 березня 2022 у Wayback Machine.]
- Д. П. Де ля Фліз. Медико-топографічний опис державних маєтностей Київської округи. — К., 1854 [Архівовано 14 лютого 2022 у Wayback Machine.]
- Флиз де ла. Поход Наполеона в Россию в 1812 году. — М.: ООО «Наследие», 2003 — 168с. (Военно-исторические мемуары).